# 埃及—印度尼西亞關係
印尼－埃及關係（阿拉伯语：‎）是指印度尼西亞（簡稱印尼）和埃及之間历史上与现代的雙邊關係。埃及与现代印尼於1947年建立正式外交關係，埃及也是最早与印尼建立外交關係的國家。建交以來兩國高層交往頻繁，各领域来往不断。现今兩國均為伊斯兰合作组织、不結盟運動、77國集團成員國。

## 政治交流

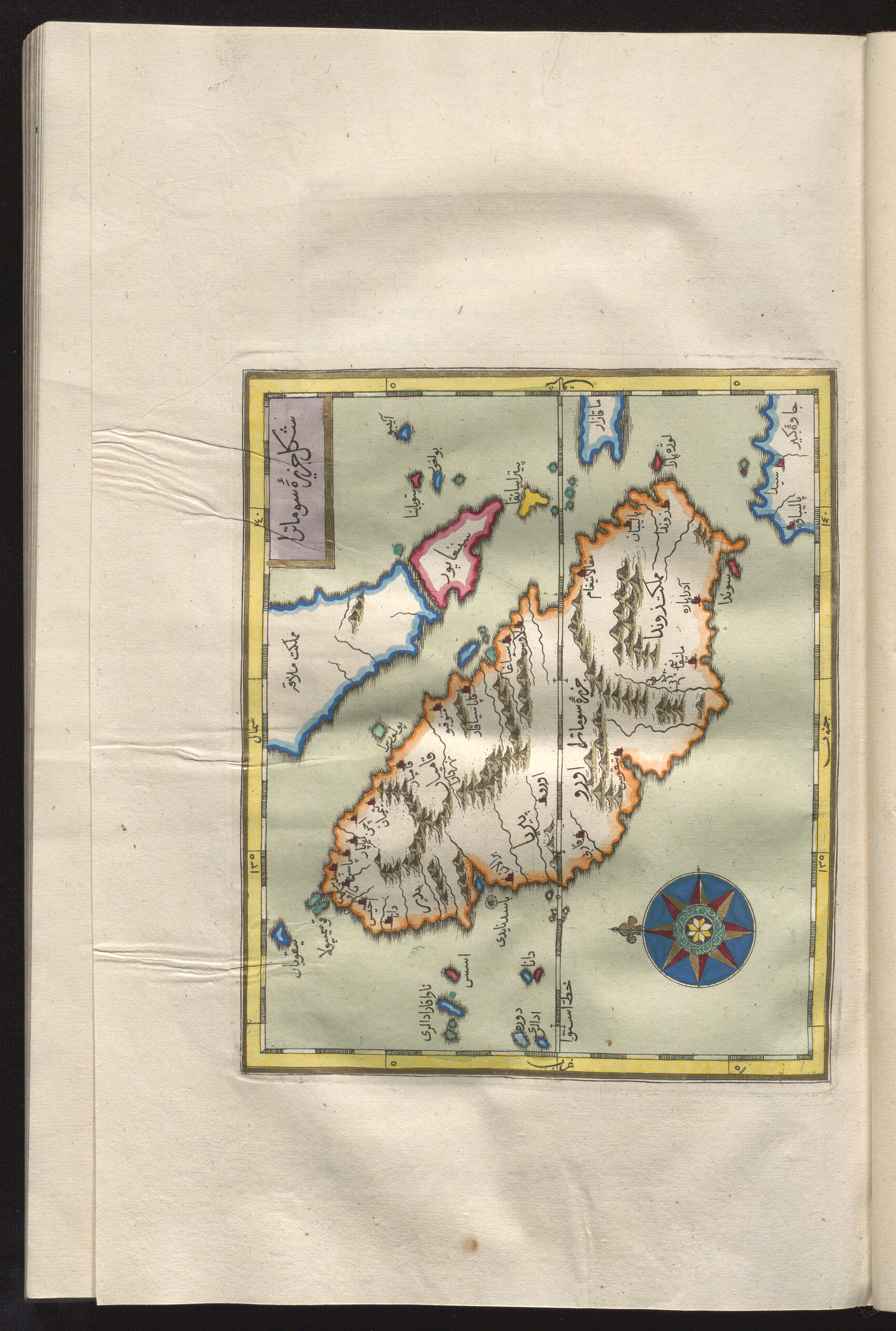
鄂图曼帝国学者所绘制的苏门答腊岛地图

早在16世纪初，鄂圖曼帝國與马来群岛就建立了政治联系，当年的鄂图曼帝国為了努力協助今屬印尼的亞齊蘇丹國，派遣船舰远征亚齐，當時的鄂圖曼帝國艦隊中即有埃及人。
1945年，印尼脱离荷兰独立后，印尼政府开始积极争取包括埃及在内的阿拉伯国家的外交承认，其后，埃及政府亦于1947年6月10日与印尼政府缔结友好条约，予以外交承认，并于建立外交关系。埃及也是最早承认并与印尼建立邦交的国家。此后两国友好关系顺利发展，印尼政府也在建交当年于开罗建立了外交代表机构。埃及总统纳赛尔也参与了1955年在印尼万隆举行的萬隆會議。印尼－馬來西亞對抗期间，印尼与马来西亚断绝邦交，但埃及大使馆获得了印尼政府认可，成为印尼在马来西亚利益的委託保護國。其后，印尼与埃及的邦交亦因为不结盟运动、伊斯兰合作组织的参与而得到了进一步的加强。
1977年10月，印尼总统苏哈托对埃及进行了国事访问。1983年，埃及总统穆巴拉克亦访问了印尼，并得到了苏哈托的接见，苏哈托同时也向穆巴拉克表达了印尼政府对巴勒斯坦国的支持。兩國现今也已经建立了雙邊政治磋商机制，并在磋商会上討論发展雙邊關係、地區和共同關心的國際問題。2016年，埃及加入了《東南亞友好合作條約》，有政治分析指出，加入该条约将有助于埃及加强与包括印尼在内的东协诸国的长期密切关系和其在多个领域合作的承诺。

## 经贸关系

### 双边贸易
埃及、印尼两国已经建立了埃及－印度尼西亞經濟技術合作聯合委員會，该会议每兩年在兩國首都輪流舉行。
2020年，印尼对埃及的出口额达到11.6亿美元，主要出口棕榈油、纖維紗線、咖啡与香料等，是印尼在非洲第一大贸易伙伴。同年埃及对印尼出口额达到1.38亿美元，主要出口水果，糖果，磷酸鹽，化肥等产品。印尼也是埃及的咖啡的主要进口来源国之一。2019年，印尼产咖啡在埃及的市占率达到70%。
1978年，印尼与埃及签署互惠贸易协定，為印、埃兩國的經貿交流提供了法理依據。有鉴于埃及的地理优势，一些印尼企业也正在考虑提升对埃及出口，使埃及成为印尼对欧盟、非洲自由贸易区国家出口的中心。

### 相互投资
据埃及貿工部统计，2020年，印尼对埃及市场总投资额达到1.116亿美元，是埃及第55大投资来源国，共有22个专案，集中在工业、建筑、服务、通信和信息技术等领域。一些印尼企业已经获得了清真認證，并在埃及开展投资及销售业务。營多麵等印尼大型食品企业也在埃及建立了生产工厂。

## 人文交流

### 侨民
早在20世纪初就有印尼人从荷属东印度等地前往埃及求学，并在埃及形成了一个有规模的印尼人社区，亦曾经成立了属于自己的报纸《爱资哈尔的呼唤》。1951年，印尼-马来亚学生联盟解散后，印尼留学生成立了独自的印尼留学生联谊会。埃及也长期是印尼移工主要的工作目的国之一。

### 教育学术及艺文
早在1920年代就有印尼人在埃及的一些高等院校接受教育，印尼独立建国后，两国的教育合作更为频繁，爱资哈尔大学亦与印尼政府及一些高等院校签署了合作备忘录。现今，埃及爱资哈尔大学每年为印尼提供115份奖学金，用以资助印尼留学生在该校攻读本科及研究生学位。在印尼的一些伊斯兰教学院，亦有埃及教员教授伊斯兰教课程。
印尼总统瓦希德年轻时也在埃及爱资哈尔大学留学，主修伊斯兰教课程。
2018年，印尼电影公司制作了《1947独立任务》，以纪念印尼独立战争期间，印尼外交官前往埃及争取埃及给予印尼外交承认的历史事件。

### 旅行与签证

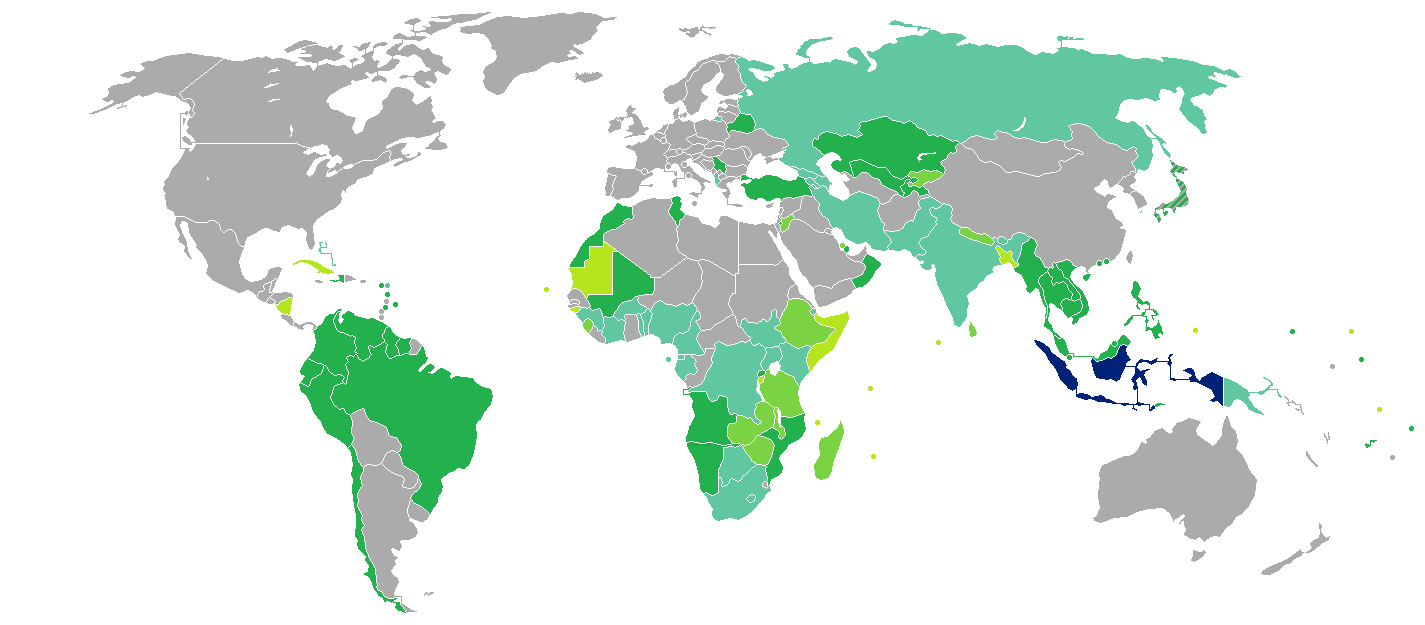
持印尼護照的印尼公民簽證要求分布圖：入境埃及需要签证及政府授权许可。

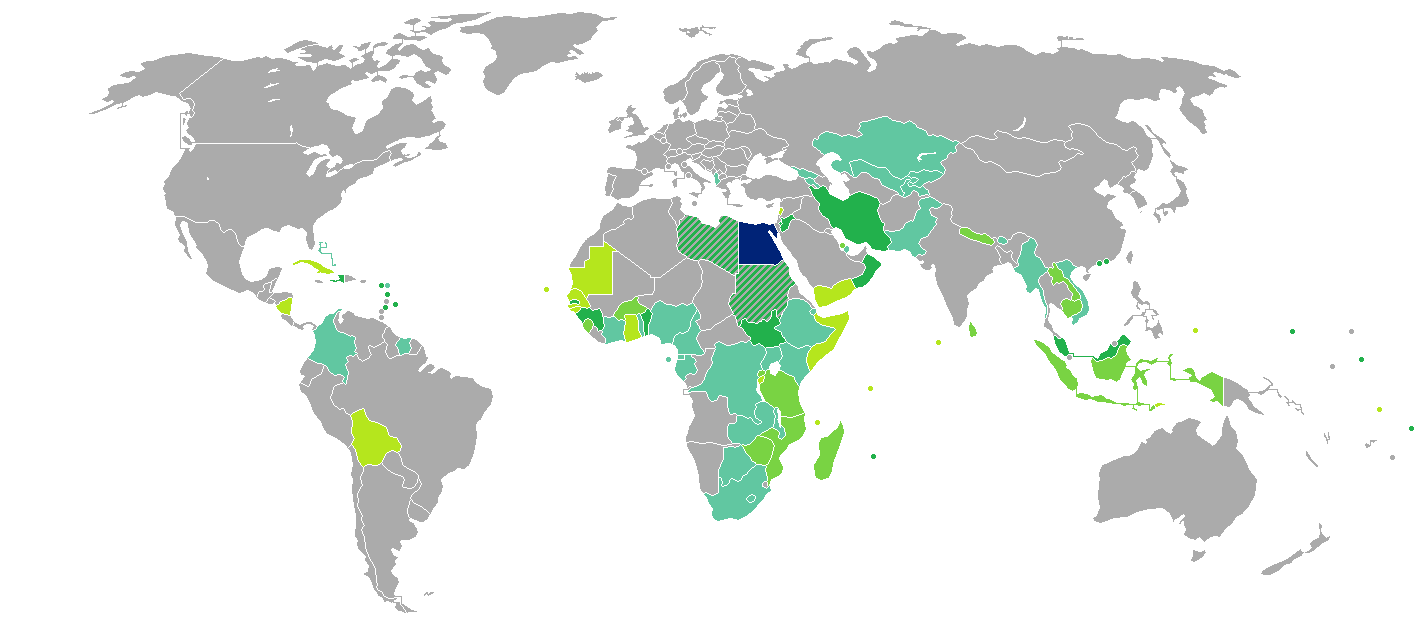
持埃及護照的埃及人口簽證要求分布圖：入境印尼可以免签证。

印尼政府单方面给予持埃及護照的埃及公民免签证待遇，需从印尼政府指定的124个口岸入境，停留期为30天。不能变更簽证类型或延长停留期限。
持印尼護照的印尼公民必須親自向埃及的外交代表机构申請簽證，并需要获得埃及主管當局的授权许可方可入境埃及。除此之外，印尼籍傭人还需要得到埃及國家安全局的事先批准。

### 网页及新闻报道
- . 德黑兰. 2012-08-31  [2012-08-24]. （原始内容存档于2014-02-08） （英语）.
- . 七十七国集团官网.   [2014-08-25]. （原始内容存档于2019-01-07） （英语）.
- . 胡志明市商业与投资局: 21. 2018-08-14  [2022-09-26]. （原始内容存档于2022-08-16） （越南语）.
- . 经济复杂性研究中心（英语：The Observatory of Economic Complexity）.   [2022-05-12]. （原始内容存档于2022-01-19） （英语）.
- . 埃及國家信息服務中心（英语：State Information Service）.   [2009-07-20]. （原始内容存档于2022-10-02） （英语）.
- . 埃及國家信息服務中心（英语：State Information Service）.   [2022-10-06]. （原始内容存档于2022-10-11） （英语）.
- . 埃及國家信息服務中心（英语：State Information Service）.   [2022-10-06]. （原始内容存档于2022-10-09） （英语）.
- . 印尼罗盘报（波兰语：Kompas (dziennik)）.   [2009-04-29]. （原始内容存档于2022-10-08） （印度尼西亚语）.
- 王佳宁. . 新华通讯社.   [2015-04-22]. （原始内容存档于2020-12-19） （中文（中国大陆））.
- . 越南通讯社.   [2016-09-07]. （原始内容存档于2022-10-20）.
- . 千岛日报. 2022-06-08  [2022-10-06].
- . 星洲日报. 1978-01-19  [2022-10-06]. （原始内容存档于2022-10-06） （中文（新加坡））.
- . 星洲日报. 路透社. 1977-10-18  [2022-10-06]. （原始内容存档于2022-10-06） （中文（新加坡））.
- . 联合早报. 路透社. 1983-04-11: 25  [2022-10-11] （中文（新加坡））.
- . 雅加达邮报.   [2015-04-04]. （原始内容存档于2019-08-14） （英语）.
- . 中华人民共和国商务部-驻埃及使馆经商处.   [2022-10-11]. （原始内容存档于2022-10-15） （中文（中国大陆））.
- . 中华人民共和国商务部-驻埃及使馆经商处.   [2020-09-04]. （原始内容存档于2022-10-11） （中文（中国大陆））.
- Fathoni Ahmad. . 努山塔拉伊斯兰大学. 雅加达: Kendi Setiawan.   [2022-10-08]. （原始内容存档于2022-10-13） （印度尼西亚语）.
- . 关键评论.   [2017-08-08]. （原始内容存档于2022-11-29） （中文（臺灣））.
- . 埃及驻英国领事馆.   [2013-12-18]. （原始内容存档于2016-03-05） （英语）.
- Directorate General of Immirartion, Ministry of Law and Human Rights of Indonesia. .   [2016-05-04]. （原始内容存档于2019-12-02） （印度尼西亚语）.
- . 印度尼西亚通讯社.   [2018-03-20]. （原始内容存档于2022-05-17） （印度尼西亚语）.

### 期刊论文
- 赵长峰. . 《云梦学刊》 (岳阳市). 2020-10-30, 41 (6): 11–19  [2022-10-11]. ISSN 1006-6365. doi:10.3969/j.issn.1006-6365.2020.06.002 （中文（中国大陆））.
- 西里万吉大学.  (PDF). 2022-04-21  [2022-10-02] （印度尼西亚语）.
- William R. Roff. . Indonesia (美国纽约州伊萨卡: 康乃爾大學出版社). 1970-04-01, 9: 73–87  [2022-10-05]. doi:10.2307/3350623. hdl:1813/53486. （原始内容存档于2022-10-05） （英语）.
- TKT Tinggi.  (PDF): 36–60. 2018-08-31  [2022-10-08]. （原始内容存档 (PDF)于2022-10-18） （印度尼西亚语）.

### 书籍引用
- Azyumardi Azra. . 2006-01-01: 169  [2022-10-06]. ISBN 9794334308. （原始内容存档于2023-07-27） （英语）.

## 外部連結
- 埃及国家信息服务中心－印尼簡介 （页面存档备份，存于）（英文）
- 印尼驻埃及大使馆 （页面存档备份，存于）（印尼文） （英文） （阿拉伯文）